# Пенсоукен (Њу Џерзи)
Пенсоукен (енгл. Pennsauken) град је у америчкој савезној држави Њу Џерзи.

## Демографија
По попису из 2000. године број становника је 35.737.
| Група                                                | 2000.          | 2010.          |
| Белци                                                | 19.845 (55,5%) | 13.645 (38,0%) |
| Афроамериканци                                       | 8.641 (24,2%)  | 8.984 (25,0%)  |
| Азијати                                              | 1.636 (4,6%)   | 2.734 (7,6%)   |
| Амерички староседеоци                                | 124 (0,3%)     | 100 (0,3%)     |
| Хавајски староседеоци и остали староседеоци Океаније | - (- %)        | 7 (0,0002%)    |
| нека друга раса                                      | - (- %)        | 75 (0,2%)      |
| две или више раса                                    | - (- %)        | 674 (1,9%)     |
| Хиспаноамериканци (било које расе)                   | 5.126 (14,3%)  | 9.657 (26,9%)  |
| Укупно                                               | 35.737         | 35.885         |

* Подаци за 2010. о расној структури становништва не укључују Хиспаноамериканце, који су приказани само збирно као Хиспаноамериканци било које расе.